# Centre d'accueil et de soins hospitaliers de Nanterre
Pour les articles homonymes, voir Cash.
Le centre d'accueil et de soins hospitaliers (CASH) de Nanterre est une institution nanterrienne comprenant l'hôpital Max-Fourestier, ainsi que plusieurs structures d'hébergement des personnes sans abri : le centre d'hébergement et d'assistance aux personnes sans abri (CHAPSA), le centre d'hébergement et de réinsertion sociale (CHRS), et le centre d'hébergement et de réinsertion sociale longue durée (CHRS LD). Il comprend également un établissement d'hébergement pour personnes âgées dépendantes (EHPAD), un institut de formation en soins infirmiers (IFSI), un institut de formation d'aides soignants (IFAS) et un institut de formation d'auxiliaires de puériculture (IFAP).

## Histoire

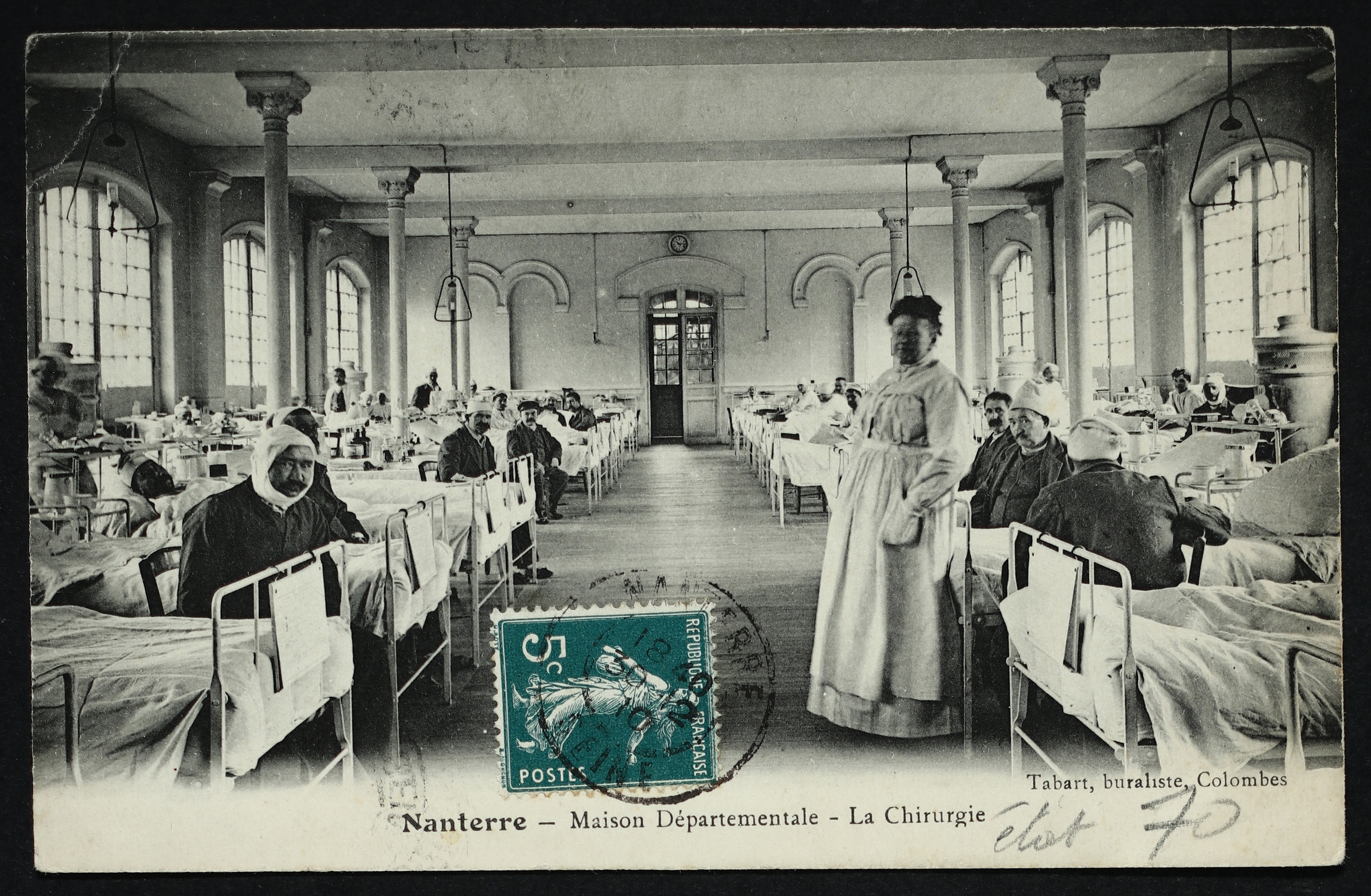
Service de chirurgie de l'hôpital de la Maison départementale.

Au début des années 1870, le département de la Seine décida de faire construire par l’architecte Achille Hermant, un vaste établissement sur 17 hectares, à l’écart du bourg de Nanterre. En juin 1887, la maison départementale de Nanterre reçut ses premiers pensionnaires : 400 détenus en provenance de la prison de St Denis qui devait être démolie .
Fondée en 1887, la maison départementale de Nanterre avait pour objet d’abriter le dépôt de mendicité anciennement situé dans la prison de Saint-Denis, devenue trop exiguë. Administrée par le préfet de la Seine, elle avait pour mission principale de recueillir les indigents de Paris et du département de la Seine, condamnés pour ou prévenus de délit de vagabondage. Ce dépôt de mendicité s'accompagnait d'un hospice de vieillards et d'une infirmerie.
Pour faire face à la pénurie d'offre hospitalière du Nord-Est de la région parisienne, l'infirmerie fut autorisée en 1893 à accueillir des personnes nécessitant des soins d'urgence. Son rôle s'élargit peu à peu : un arrêté du 16 juin 1907 du Préfet de la Seine la classe, de façon provisoire, parmi les hôpitaux et hospices susceptibles de recevoir les vieillards et les infirmes bénéficiaires de l’assistance obligatoire selon la loi du 14 juillet 1905. Puis, par arrêté du 9 avril 1930, l’infirmerie fut autorisée à admettre les malades de plus de 16 ans des communes de Suresnes, Puteaux, Courbevoie, la Garenne-Colombes, Colombes, Bois-Colombes et Nanterre, et, en cas d’urgence absolue, les blessés ou malades de tout âge et de toute origine ayant besoin de soins immédiats.
L'infirmerie connut une transformation progressive en hôpital à part entière afin de répondre aux besoins de ceux qui y étaient hébergés. Son chef de chirurgie à partir de 1941, Marc Iselin, y fit des contributions importantes aux techniques de chirurgie du poumon et de la main. De 1945 à 1968, le docteur Max Fourestier, chef du service de pneumologie, y mena des expériences menant à la découverte de l'endoscope.
Patrick Declerck, psychanalyste belge, y exerça une quinzaine d'années en tant que clinicien auprès des hébergés de ces structures sociales, en majorité SDF, et retraça son expérience dans son ouvrage Les Naufragés- avec les clochards de Paris.
Une restructuration du bâtiment est prévue, réduisant de deux hectares la partie réservée aux activités hospitalières. Issue de l'appel à projet « Inventons la Métropole » de la Métropole du Grand Paris, le projet prévoit d'ouvrir le site sur le quartier en y implantant entre autres des logements, des espaces partagés ou une école bilingue Montessori.

## Statut juridique
Par décret du 11 avril 1967, pris en application de la loi du 10 juillet 1964 portant réorganisation de la région parisienne, la maison de Nanterre était classée parmi les biens de l’ancien département de la Seine présentant un caractère interdépartemental et affectée  à la Préfecture de police de Paris. Puis, par décret du 22 décembre 1967, la Maison de Nanterre fut classée parmi les services de la préfecture de police non étatisés, inscrite au budget de la ville de Paris. Par décret du 8 janvier 1970, les biens, droits et obligations de la maison de Nanterre furent transférés à la ville de Paris.
La loi no 89-18 du 13 janvier 1989 confère au Centre d’Accueil et de Soins Hospitaliers (CASH) son statut actuel "d’établissement public autonome et spécifique de la Ville de Paris à caractère social et sanitaire", unique en France.